# Karl Rubin

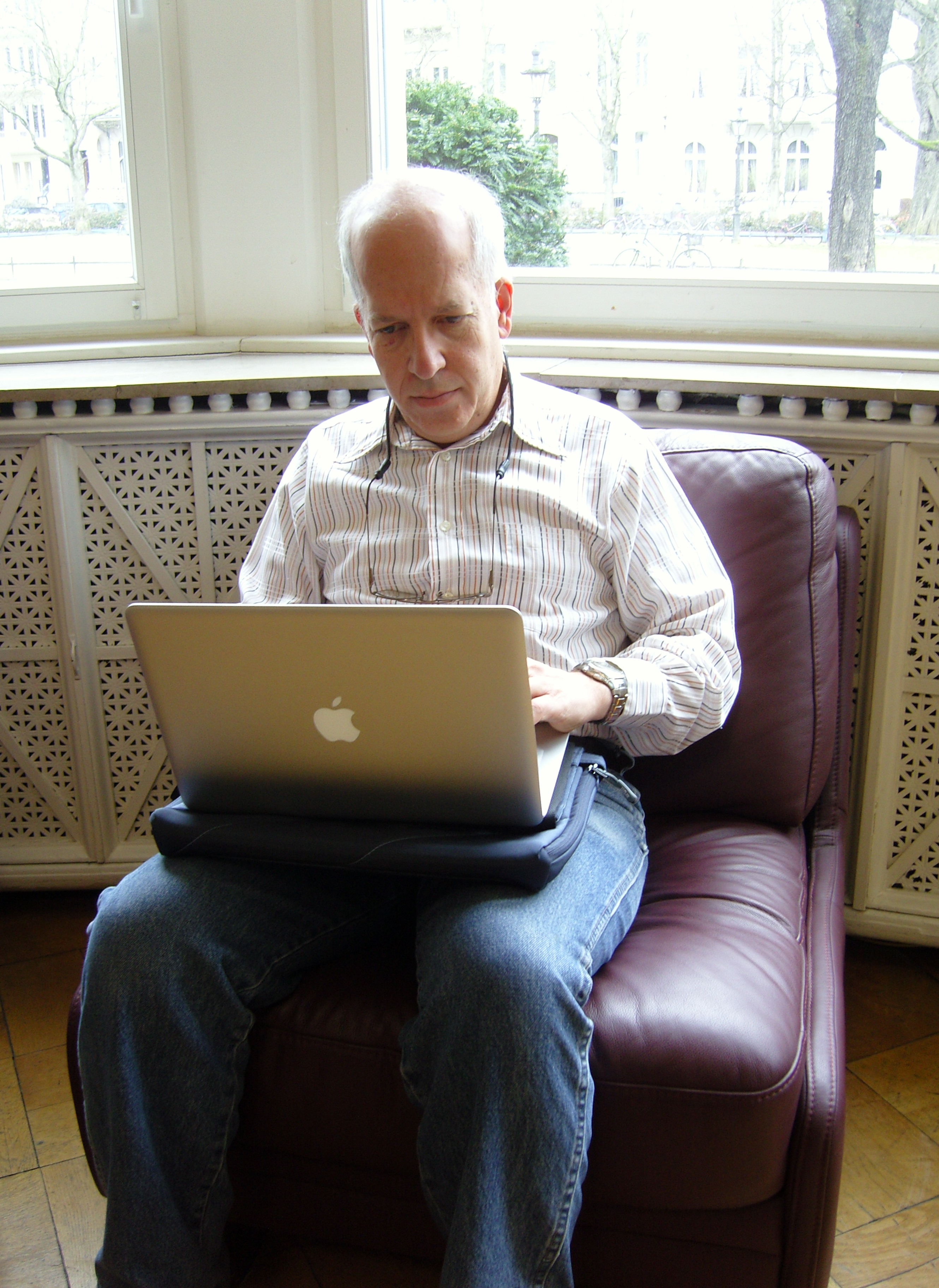
Karl Rubin, 2009

Karl Rubin (* 27. Januar 1956 in Urbana, Illinois) ist ein US-amerikanischer Mathematiker, der in arithmetischer algebraischer Geometrie und Zahlentheorie arbeitet.

## Leben
Rubin studierte in Princeton, wo er 1976 mit dem Bachelor abschloss. Danach machte er 1977 in Harvard seinen Master und promovierte dort 1981 bei Andrew Wiles mit On the arithmetic of CM Elliptic Curves in Zp Extensions (mit CM Elliptic Curves sind solche mit komplexer Multiplikation gemeint). 1982 war er Lehrbeauftragter in
Princeton, 1984 Assistenzprofessor an der Ohio State University, wo er 1987 bis 1999 Professor war (1988/9 auch an der Columbia University). 1997 bis 2006 war er Professor in Stanford und ist zurzeit Thorp-Professor an der University of California in Irvine.
Rubin baute die Theorie der von Victor Kolyvagin eingeführten Euler-Systeme aus und wandte sie in der arithmetischen algebraischen Geometrie an.
Er war der Erste, der (1986) die Endlichkeit der Tate-Shafarevich-Gruppen für spezielle elliptische Kurven über den rationalen Zahlen beweisen konnte und damit auch Fortschritte in der noch offenen Vermutung von Birch und Swinnerton-Dyer erzielte.
Außerdem bewies er mit diesen Methoden die Hauptvermutungen der Iwasawa-Theorie in imaginär quadratischen Zahlkörpern.
Zusätzlich beschäftigt er sich auch mit kryptographischen Anwendungen elliptischer Kurven und ihrer Verallgemeinerungen.
1975 war er Putnam Fellow, 1985 Sloan Research Fellow, 1994 Guggenheim Fellow und erhielt 1988 den National Science Foundation Presidential Young Investigator Award. 1992 erhielt er den Colepreis in Zahlentheorie. 2002 war er Invited Speaker auf dem ICM in Peking. 1999 erhielt er den Humboldt-Preis der Alexander-von-Humboldt-Stiftung. Er ist Fellow der American Mathematical Society.

## Schriften
- Elliptic curves with complex multiplication and the conjecture of Birch and Swinnerton-Dyer. In: Inventiones mathematicae, 64, 1981, S. 455–470
- Elliptic curves and Zp-extensions. In: Compositio Mathematica, 56, 1985, S. 237–250
- Local units, elliptic units, Heegner points and elliptic curves. Inventiones mathematicae, 88, 1987, S. 405–422
- Global units and ideal class groups. In: Inventiones mathematicae, 89, 1987, S. 511–526
- Tate-Shafarevich groups and L-functions of elliptic curves with complex multiplication. In: Inventiones mathematicae, 89, 1987, S. 527–560
- Tate-Shafarevich groups of elliptic curves with complex multiplication in John Coates et al. (Hrsg.): Algebraic number theory – in honor of K. Iwasawa. Academic Press, Boston 1989, ISBN 0-12-177370-1, S. 409–419 (englisch; Reihe Advanced Studies in Pure Mathematics 17)
- The main conjecture. Anhang in Serge Lang: Cyclotomic Fields I and II, Springer-Verlag, 1990, ISBN 3-540-96671-4, S. 397–419 (Reihe Graduate Texts in Mathematics, 121)
- The “main conjectures” of Iwasawa theory for imaginary quadratic fields. In: Inventiones mathematicae, 103, 1991, S. 25–68
- p-adic L-functions and rational points on elliptic curves with complex multiplication. In: Inventiones mathematicae, 107, 1992, S. 323–350
- Euler systems and exact formulas in number theory. In: Jahresbericht der DMV, 98, 1996, S. 30–39
- Euler systems and modular elliptic curves. In: Anthony J. Scholl, R. L. Taylor (Hrsg.): Galois representations in arithmetic algebraic geometry. Cambridge University Press, Cambridge 1998, ISBN 0-521-64419-4, S. 351–367 (englisch; Reihe London Mathematical Society Lecture Note Series, 254)
- Euler systems. Princeton University Press, Princeton 2000, ISBN 0-691-05075-9
- mit Alice Silverberg: Ranks of Elliptic Curves. In: Bulletin of the AMS, 39, 2002, S. 455–474
- mit Barry Mazur: Elliptic curves and class field theory. arxiv:math/0304235. In: Li Tatsien (Hrsg.): Proceedings of the ICM Beijing 2002. Vol. II: Invited Lectures. Higher Education Press, Beijing 2002, ISBN 7-04-008690-5, S. 185–196
- mit Barry Mazur: Kolyvagin Systems. American Mathematical Society, 2004, ISBN 0-8218-3512-2 (Reihe Memoirs of the AMS 168)